# Estudos transgênero
Estudos transgêneros, também chamados de estudos trans ou estudos trans*, são um campo interdisciplinar de pesquisa acadêmica dedicado ao estudo da identidade de gênero, expressão de gênero e incorporação de gênero, bem como ao estudo de várias questões de relevância para populações transgênero e variantes de gênero. Os subcampos interdisciplinares dos estudos transgêneros incluem estudos transgêneros aplicados, história transgênero, literatura transgênero, estudos de mídia transgênero, antropologia e arqueologia transgênero, psicologia transgênero e saúde transgênero. As teorias de pesquisa dentro dos estudos transgêneros concentram-se em apresentações culturais, movimentos políticos, organizações sociais e na experiência vivida de várias formas de não conformidade de gênero. A disciplina surgiu no início da década de 1990 em estreita ligação com a teoria queer. Pessoas não identificadas como transgênero são frequentemente incluídas também sob o guarda-chuva "trans" para estudos transgênero, como pessoas intersexo, travestis, artistas drag, indivíduos de terceiro gênero e pessoas de gênero queer.
Estudos transgênero fornecem respostas a pontos de vista negativos sobre pessoas transgênero. Esses equívocos negativos podem ser o estado transgênero estreito e impreciso na psicologia e na medicina, etc. O objetivo final dos estudos transgêneros é fornecer conhecimento que beneficiará as pessoas e as comunidades transgêneros.

## História
Em resposta às críticas sobre como as questões transgénero eram representadas nos estudos de género e nos estudos gays e lésbicos, o final da década de 1990 assistiu a um aumento dos estudos sobre transgénero e ao surgimento de uma disciplina específica de estudo académico. Sandy Stone é uma mulher transgênero cujo ensaio de 1987 "The Empire Strikes Back: A Posttranssexual Manifesto", publicado em resposta ao livro anti-transexual The Transsexual Empire: The Making of the She-Male, foi citado como a origem dos estudos transgêneros. Por vezes um campo contestado, os estudiosos dos estudos transgénero argumentam que o que posiciona os estudos transgénero como uma disciplina única é a forma como os corpos trans são centrados epistemologicamente na disciplina.
Em 2016, através da sua fundação, Jennifer Pritzker fez uma doação de 2 milhões de dólares americanos para criar a primeira cátedra académica do mundo de estudos transgénero, na Universidade de Victoria, na Colúmbia Britânica; Aaron Devor foi escolhido como a cátedra inaugural.

## Trabalhos notáveis
Trabalhos notáveis que tratam de questões transgênero às vezes preenchem o espaço entre memórias, peças criativas e trabalho crítico. A ficção e a não ficção transgênero são frequentemente informadas pelas experiências pessoais dos autores, e vários autores transgênero escreveram peças importantes para o campo dos estudos trans que, estritamente falando, não eram estudos críticos. Algumas dessas obras incluem Whipping Girl: A Transsexual Woman on Sexism and the Scapegoating of Femininity, de Julia Serano (sobre a experiência e a base sexista da transmisoginia), Stone Butch Blues, de Leslie Feinberg (um romance sobre as complicadas sobreposições e tensões entre identidades e comunidades lésbicas butch e transmasculinas) e Redefining Realness: My Path to Womanhood, Identity, Love & So Much More, de Janet Mock (um livro de memórias detalhando a experiência de Mock crescendo dentro de categorias marginalizadas de raça, classe e gênero).
Outros textos importantes de estudos transgêneros são mais firmemente teóricos ou críticos. Judith Butler, cujo trabalho é importante para os estudos queer de forma mais ampla, foi influente no campo dos estudos transgêneros, especificamente para a formulação da teoria da performatividade de gênero que é a base do ativismo e da teorização genderqueer. Jack Halberstam é outra figura-chave nos estudos transgêneros. O trabalho de Halberstam lida com a masculinidade feminina, o conceito de "fracasso queer" e várias teorizações de incorporação e temporalidade trans ou de gênero variante. Testo Junkie: Sex, Drugs, and Biopolitics in the Pharmacopornographic Era, de Paul B. Preciado, é considerado autoteoria e entrelaça histórias pessoais e culturais de terapias hormonais clínicas com histórias políticas de controle de natalidade hormonal e uso de testosterona para melhorar o desempenho.
Revistas acadêmicas dedicadas aos estudos transgêneros começaram com o International Journal of Transgender Health, que publicou sua primeira edição em 1997. No ano seguinte, foi publicada uma edição especial do Gay and Lesbian Quarterly (GLQ) sobre temas transgêneros. Vidas Invisíveis: O Apagamento de Pessoas Transsexuais e Transgêneros, de Viviane K. Namaste, foi publicado em 2000 e foi "o primeiro estudo acadêmico sobre pessoas transgênero". Transgender Studies Quarterly (TSQ), o primeiro periódico acadêmico não médico dedicado a questões transgênero, começou a ser publicado em 2014 com Susan Stryker e Paisley Currah como coeditores. O primeiro número, "Postposttranssexual: Key Concepts for a Twenty-First-Century Transgender Studies", foi um livro com duas edições, com mais de 85 ensaios curtos sobre várias palavras-chave relacionadas ao crescente campo dos estudos transgêneros. Alguns ensaios pegaram termos-chave de outros campos (como "Capital", "Queer", "Deficiência", e "Pós-modernismo") e exploraram as conexões com o pensamento acadêmico e ativista transgênero. Outros ensaios abordaram palavras entendidas como importantes para os estudos transgêneros e discutiram suas histórias teóricas e potenciais caminhos futuros ("Tornando-se", "Cisgênero", "Identidade", "Transição", e outros). Desde 2014, a TSQ tem edições dedicadas, entre outros tópicos: Arquivos e Arquivamento, Trans/Feminismos, Transpsicanalítica, Negritude, e Estudos Esportivos. Em 2 de agosto de 2021, o Center for Applied Transgender Studies anunciou o lançamento de sua publicação principal, o periódico acadêmico de acesso aberto e  revisado por pares Bulletin of Applied Transgender Studies, publicado pelas Northwetern University Libraries. O Bulletin é o primeiro periódico de acesso aberto dedicado aos estudos transgênero e o primeiro periódico dedicado à pesquisa empírica sobre questões sociais, culturais e políticas transgênero.
Recentemente, foram publicados livros sobre a importante intersecção entre raça, nacionalismo e identidade transgênero, incluindo o livro de memórias de Susan Faludi, "In The Dark Room", sobre a transição de seu pai judeu húngaro aos 76 anos, e Black on Both Sides, de C. Riley Snorton, que explica as histórias co-constitutivas de negritude/antinegritude e transgeneridade/transfobia na América a partir do século XIX. A Columbia University Press publicou, em fevereiro de 2019, "o primeiro livro didático introdutório destinado aos estudos transgênero/trans em nível de graduação" por Ardel Haefele-Thomas.

### Estudos transgênero aplicados
Estudos recentes em estudos transgêneros têm se oposto à ênfase primária do campo na investigação humanística, centrando-se, em vez disso, em estudos que investigam empiricamente questões de significância social, cultural e política para pessoas transgênero e minorias de gênero globalmente. Este subcampo emergente de "estudos transgênero aplicados" concebe-se como "um esforço interdisciplinar para identificar, analisar e, em última análise, melhorar as condições materiais que as pessoas transgênero enfrentam na vida diária". O Center for Applied Transgender Studies em Chicago, Illinois, foi o principal impulsionador da mudança para os estudos transgênero aplicados e publica o único periódico acadêmico dedicado à área de estudo, o Bulletin of Applied Transgender Studies.

## Ensino de estudos transgênero
Sara E. Cooper (Professora de Espanhol e Estudos Femininos) candidatou-se a uma vaga de professora na Universidade Estadual da Califórnia em Chico e conseguiu o emprego, apesar de seu foco em estudos espanhóis. Ela escreve um artigo de jornal que destaca o ridículo que às vezes recebia durante seus discursos públicos, mas insiste em educar seus colegas "como uma questão de segurança pessoal e respeito". Cooper menciona como a comunidade LGBTQ não apoia certas categorias em sua comunidade como alguns de seus alunos são levados a acreditar e, embora tenha enfrentado alguns desafios em sua carreira, ela conclui que ensinar Estudos Transgêneros foi, em última análise, uma mudança de vida.
A especialização de Cooper foi inicialmente Estudos Femininos e, a partir daí, ela recebeu autoridade sobre um curso exclusivo para a comunidade LGBTQ. Isso reflete a inserção dos Estudos Transgêneros no currículo escolar. Nas aulas de Estudos Femininos, as questões transgénero são por vezes ensinadas como uma extensão das questões femininas e raramente recebem atenção isolada.[carece de fontes?]
A antologia de Susan Stryker, The Transgender Studies Reader (2006), recebeu o Prêmio Literário Lambda na categoria transgênero.
Em 2016, Aaron Devor foi nomeado titular da cadeira inaugural de Estudos Transgêneros na Universidade de Victoria, no Canadá. Devor é o diretor acadêmico do Transgender Archives, uma das maiores coleções do mundo sobre a história de ativistas e pesquisas transgênero.

### Caso CeCe McDonald
CeCe McDonald foi enviada para a prisão depois de defender a si mesma e aos seus amigos de um agressor. O ataque consistiu em gritar termos transfóbicos e racistas antes de assumir um caráter físico. A questão do privilégio cisgénero surge quando CeCe foi a única acusada; além disso, o caso pode ser analisado através de uma lente interseccional devido à natureza racista e cisgénero do ataque.

## Figuras notáveis
- TJ Billard, professor associado da School of Communication e do Departamento de Sociologia da Northwestern University, diretor executivo fundador do Center for Applied Transgender Studies, editor fundador do Bulletin of Applied Transgender Studies, e autor de Voices for Transgender Equality: Making Change in the Networked Public Sphere (Oxford University Press, 2024)
- Judith Butler, Professora Maxine Elliot no Departamento de Literatura Comparada e no Programa de Teoria Crítica da University of California, Berkeley, e autora de Gender Trouble: Feminism and the Subversion of Identity (Routledge, 1990) e Bodies That Matter: On the Discursive Limits of Sex (Routledge, 1993)
- micha cárdenas, professora assistente no Departamento de Performance, Jogo e Design da University of California, Santa Cruz e autora de Poetic Operations: Trans of Color Art in Digital Media (Duke University Press, 2022)
- Andrea Long Chu, doutoranda no Departamento de Literatura Comparada da New York University e autora de Females (Verso, 2019)
- Paisley Currah, professora do Departamento de Ciência Política e do Programa de Estudos de Gênero e Mulheres do Brooklyn College e do Graduate Center da City University of New York, coeditora de Transgender Rights (University of Minnesota Press, 2006), coeditora fundadora de TSQ: Transgender Studies Quarterly, e autora de Sex Is as Sex Does: Governing Transgender Identity (New York University Press, 2022)
- Aaron Devor, titular da cadeira inaugural de Estudos Transgêneros, professor do Departamento de Sociologia e fundador e diretor acadêmico dos Transgender Archives da Universidade de Vitória, além de historiador da World Professional Association for Transgender Health (WPATH)
- Jules Gill-Peterson, professor associado do Departamento de História da Universidade Johns Hopkins, autor de Histories of the Transgender Child (University of Minnesota Press, 2018), ganhador do Lambda Literary Award de Não Ficção Transgênero e do Prêmio de Livro da Children's Literature Association Book Award, e coeditor da TSQ: Transgender Studies Quarterly
- Jack Halberstam, professor do Departamento de Inglês e Literatura Comparada e diretor do Instituto de Pesquisa sobre Mulheres, Gênero e Sexualidade da Universidade Columbia, e autor de Female Masculinity (Duke University Press, 1998), In A Queer Time and Place: Transgender Bodies, Subcultural Lives (New York University Press, 2005), The Queer Art of Failure (Duke University Press, 2011), e Trans*: A Quick and Quirky Account of Gender Variance (University of California Press, 2018)
- Magnus Hirschfeld, médico e sexólogo alemão que fundou o Institut für Sexualwissenschaft, o Scientific-Humanitarian Committee, e a World League for Sexual Reform
- Chase Joynt, professor assistente no Departamento de Estudos de Gênero da Universidade de Victoria, coautor de You Only Live Twice: Sex, Death and Transition (Coach House Books, 2016), codiretor de No Ordinary Man (2020), diretor de Framing Agnes (2022), e vencedor do Prêmio do Público NEXT do Sundance Film Festival
- Hil Malatino, professor assistente no Departamento de Estudos de Mulheres, Gênero e Sexualidade da Universidade Estadual da Pensilvânia, e autor de Queer Embodiment: Monstrosity, Medical Violence, and Intersex Experience (University of Nebraska Press, 2019), Trans Care (University of Minnesota Press, 2020), e Side Affects: On Being Trans and Feeling Bad (University of Minnesota Press, 2022)
- Viviane Namaste, professora do Instituto Simone de Beauvoir da Universidade Concórdia, e autora de Invisible Lives: The Erasure of Transsexual and Transgendered People (University of Chicago Press, 2000) e Sex Change, Social Change: Reflections on Identity, Institutions, and Imperialism (Women's Press/Canadian Scholars' Press, 2005)
- Jay Prosser,  leitor de humanidades na Escola de Inglês da Universidade de Leeds e autor de Second Skins: The Body Narratives of Transsexuality (Columbia University Press, 1998)
- Trish Salah, professora associada do Departamento de Estudos de Gênero da Queen's University e vencedora do Prêmio Literário Lambda de Ficção Transgênero
- C. Riley Snorton, professor do Departamento de Língua e Literatura Inglesa e do Centro de Estudos de Gênero e Sexualidade da Universidade de Chicago, autor de Black on Both Sides: A Racial History of Trans Identity (University of Minnesota Press, 2017), e vencedor do Prêmio Literário Lambda de Não Ficção Transgênero
- Dean Spade, professor da Faculdade de Direito da Seattle University e autor de Normal Life: Administrative Violence, Critical Trans Politics and the Limits of Law (South End Press, 2011)
- Sandy Stone, professora emerita do Departamento de Rádio-Televisão-Cinema da Universidade do Texas em Austin e autora do texto fundador dos estudos transgêneros, “The Empire Strikes Back: A Posttranssexual Manifesto”
- Susan Stryker, professora emérita do Departamento de Estudos de Gênero e Mulheres e fundadora da Iniciativa de Estudos Transgêneros no Instituto de Estudos LGBT da Universidade do Arizona, ex-diretora executiva da GLBT Historical Society, diretora de Screaming Queens: The Riot at Compton's Cafeteria (2005), autora de Transgender History (Seal Press, 2008), coeditora de The Transgender Studies Reader (Routledge, 2006) e The Transgender Studies Reader 2 (Routledge 2013), coeditora fundadora de TSQ: Transgender Studies Quarterly, e vencedora do Prêmio Literário Lambda de Literatura Transgênero